# Tierps socken
Tierps socken i Uppland ingick i Örbyhus härad, ingår sedan 1974 i Tierps kommun och motsvarar från 2016 Tierps distrikt.
Socknens areal är 364,95 kvadratkilometer varav 340,56 land (köpingen 3,23 ej inräknad). År 2000 fanns här 2 257 invånare. Tätorterna Mehedeby och Månkarbo samt småorten Tierps kyrkby med sockenkyrkan Tierps kyrka ligger i socknen. Traditionell kyrkby saknas, troligen har "Thuna" (omtalat 1409), och troligen identiskt med byn Tuva varit kyrkby.

## Administrativ historik
Socknen omtalas första gången 1291, men lär vara äldre. Under medeltiden hörde Aspnäs med gårdarna Gundbo, Hindersbo, Holvarbo och Önbby till Tierps kyrksocken, men överfördes i medeltidens slut till Östervåla i kyrkligt hänseende. Först 1889 överfördes de administrativt till Östervåla. Ingeborgbo hörde kyrkligt till Östervåla men administrativt till Tierp 22 juli 1863 överfördes denna del till Tierps socken men överfördes med övriga byar till Östervåla 1889. 1699 bildades Söderfors socken i anslutning till Söderfors bruks ägor. Först 1801 blev den dock en egen jordebokssocken, och byarna Brusbo, Grimsarbo, Harsbo, Nionberg, Nöttbo och Untra överfördes då till Söderfors.
Vid kommunreformen 1862 övergick socknens ansvar för de kyrkliga frågorna till Tierps församling och för de borgerliga frågorna bildades Tierps landskommun. Ur landskommunen utbröts 1920 Tierps köping och landskommunen uppgick 1974 i Tierps kommun. Ur församlingen överfördes 1962 tätorten Tierp till Tolfta församling. Församlingen uppgick 2009 i Tierp-Söderfors församling.
1 januari 2016 inrättades distriktet Tierp, med samma omfattning som församlingen hade 1999/2000.  
Socknen har tillhört län, fögderier, tingslag och domsagor enligt vad som beskrivs i artikeln Örbyhus härad. De indelta soldaterna tillhörde Upplands regemente, Livkompaniet och Livregementets dragonkår, Norra Upplands skvadron.

## Geografi
Tierps socken ligger söder om Tierp kring Tämnarån med Tämnaren i söder och genomlöpt av Uppsalaåsen och med en avskild del i norr söder om Dalälven. Socknen är till stora delar en slättbygd som omges av flack skogsbygd.
Gamla E4, sedan 2008 under namnet länsväg 600, skär genom socknen i nord-sydlig riktning. Invid denna väg ligger samhället Månkarbo samt Tierps kyrka i Tierps kyrkby. Även Mehedeby ligger invid vägen. 

## Fornlämningar
Från stenåldern har boplatser påträffats. Från bronsåldern finns spridda gravrösen.  Från järnåldern finns 23 gravfält och en fornborg.  Tre runstenar har påträffats.

## Namnet
Namnet skrevs 1280 Tyerp och är ettbygdenamn. Förleden har oklar tolkning. Efterleden kan möjligen innehålla arp '(smuts)skorpa' eller harp, 'skrovlighet' och syfta på den leriga slätten. "Ti" kan också stå för "tivar", som på fornnordiska betydde "gudar". Namnet "Tierp" skulle då kunna betyda "Gudaforsen".

## Tierpssången
Sam Rönnegård (1893-1974) har skrivit Det lyser sol kring Tämnarå (Tierpssången)